# Llandysilio
Llandysilio est un village et une communauté du Powys, au pays de Galles.

## Géographie
Llandysilio est situé dans le nord-est du Powys, dans le comté historique du Montgomeryshire, près de la frontière anglaise. Il se trouve à peu près à mi-chemin entre les villes d'Oswestry au nord, côté anglais, et Welshpool au sud, côté gallois.
La communauté de Llandysilio comprend aussi le village de Four Crosses (en).

## Démographie
Au recensement de 2011, la communauté de Llandysilio comptait 1 122 habitants.